# 巧控滑鼠
巧控滑鼠（英語：Magic Mouse）是由蘋果公司生產、銷售的多點觸控（Multi-touch）滑鼠，它于2009年10月20日發佈。巧控滑鼠是世界上首個引入多點觸控技術的滑鼠。繼iPhone、iPad、iPod Touch和觸控板後，巧控滑鼠容許用户使用不同的手勢，例如在滑鼠表面上輕掃和滾動，便可達到特定的效果。巧控滑鼠經藍牙技術連接，而且以內置電池驱動。
巧控滑鼠與Mac OS X 10.5.8及更新系统相容。儘管它的預設設定是單鍵滑鼠，其也可被設定為雙鍵、適合左撇子或右撇子的使用。它使用鐳射追踪，比早期蘋果滑鼠更有準確性。。2009年及之後的iMac產品隨附該滑鼠與蘋果無線鍵盤，2010年的Mac Pro臺式電腦隨附該滑鼠與蘋果有線鍵盤，此後生產的機型則隨附第二代巧控滑鼠和無線鍵盤。Magic Mouse也能單獨購買。
巧控滑鼠推出初期的反應不一，正面評論有捲動功能，而負面評價認為，它沒有中鍵（若沒有額外的軟體），也沒有實體鍵來開啟Exposé、Dashboard或Spaces，（這一功能在上一代卻有），這些功能可以由第三方軟件開啟。

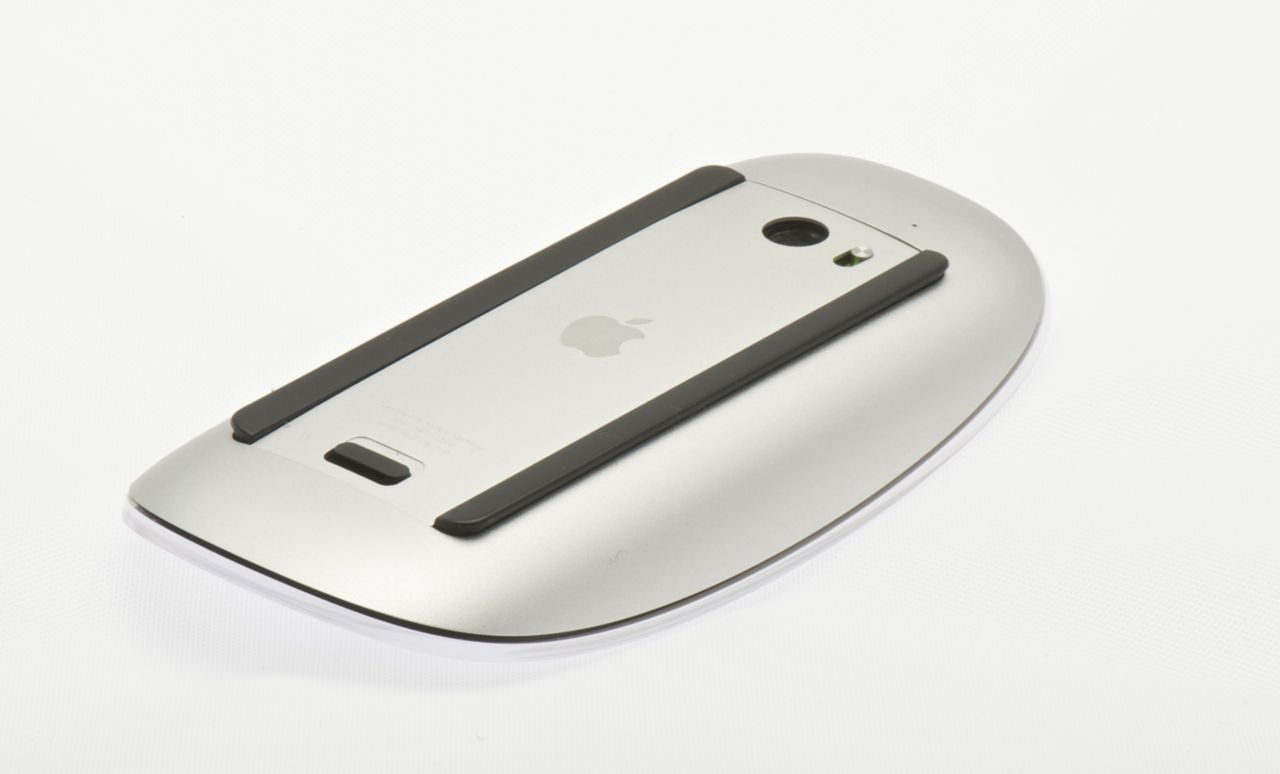
巧控滑鼠的底部

 在2009年，根據某些Macintosh新聞網頁，巧控滑鼠不能與Mac Pro保持穩定的連接。
巧控滑鼠2（英語：Magic Mouse 2）是巧控滑鼠的繼任者，由蘋果公司於2015年10月13日發布，相較於上一代，巧控滑鼠2取消了可更換電池設計，替換為內置鋰離子電池，並可由Lightning數據線進行充電。除了原本的銀色，還新增太空灰供消費者選購。
在硬件上，鼠標使用 ST Microelectronics STM32F103VB 頻率為72 MHz 的 32 位RISC ARM Cortex-M3 處理器，並包含 Broadcom BCM20733 增強型數據速率藍牙 3.0芯片。

## 外部連結
- Magic Mouse – Apple Store (U.S.) （页面存档备份，存于）